# XEUS
XEUS (X-ray Evolving Universe Spectroscopy) fu un progetto di missione spaziale, organizzato dall'Agenzia Spaziale Europea (ESA) e ISAS/JAXA, finalizzato alla messa in orbita di un telescopio spaziale a raggi X.
Il telescopio avrebbe dovuto usare due satelliti. Uno avrebbe dovuto fungere da specchio, con una superficie riflettente di circa 5 m², l'altro, posto in corrispondenza del punto focale, a una distanza di circa 35-50 metri, sarebbe stato deputato alla raccolta della radiazione riflessa, all'elaborazione del segnale e alla sua trasmissione verso la Terra.
Il lancio, previsto per l'anno 2015, sarebbe avvenuto con il vettore Ariane 5. Il carico utile era stimato in 6500 kg.
La missione XEUS fu pensata come il seguito della missione XMM-Newton. In particolare, il nuovo telescopio avrebbe dovuto ottenere immagini con una risoluzione circa 200 volte superiore rispetto al predecessore.
Nel maggio 2008 la missione spaziale XEUS venne fusa con la missione NASA Constellation-X, dando vita ad una nuova missione denominata IXO (International X-ray Observatory) con anche la partecipazione del Giappone. Quattro anni più tardi, la NASA esce dal progetto IXO e l'agenzia europea riutilizza i concetti e le risorse per il progetto ATHENA.
A differenza di XEUS, IXO prevedeva unico satellite con traliccio estendibile con una lunghezza focale delle ottiche di 20–25 m.